# منطقة نيموش
نيموش رمزها «NE» (بالإنجليزية: Neemuch)‏ ، هو تقسيم إداري لدولة الهند تتبع ولاية مدية برديش (بالإنجليزية: Madhya  Pradesh)‏ ، مركزها هو مدينة نيموش (بالإنجليزية: Neemuch)‏ عدد سكانها حسب تعداد سنة 2001 هو 725,457 ، مساحتها 4,267 كم² وكثافة السكان 170 لكل كم² .